# Polyporus guianensis
Polyporus guianensis — вид базидіомікотових грибів родини трутовикові (Polyporaceae).

## Спосіб життя
Вид поширений в Центральній і Південній Америці. Росте у тропічному вологому лісі.